# The Big One for One Drop 2014
Das Big One for One Drop 2014 war die zweite Austragung dieses Pokerturniers. Es wurde vom 29. Juni bis zum 2. Juli 2014 im Rahmen der World Series of Poker im Rio All-Suite Hotel and Casino in Paradise am Las Vegas Strip ausgespielt und war mit seinem Buy-in von einer Million US-Dollar das teuerste Pokerturnier des Jahres 2014.

## Struktur

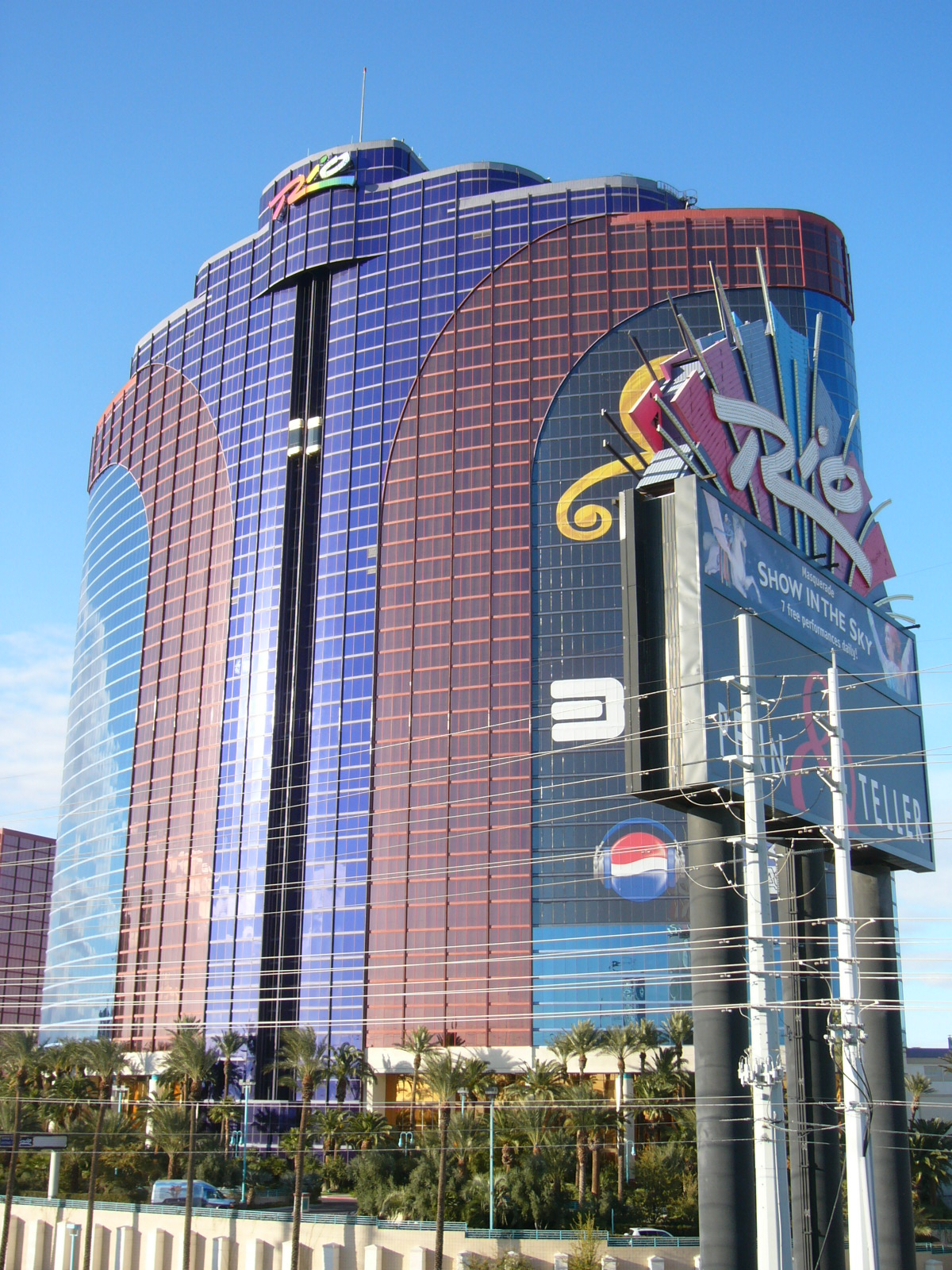
Das Rio All-Suite Hotel and Casino am Las Vegas Strip

Das Turnier in der Variante No Limit Hold’em war das 57. Event auf dem Turnierplan der WSOP 2014 und fand vom 29. Juni bis zum 2. Juli statt. Das Buy-in lag bei einer Million US-Dollar, wovon 111.111 US-Dollar an Guy Lalibertés One Drop Foundation gingen, die sich für bedingungslosen Zugang zu sauberem Trinkwasser in Krisengebieten einsetzt. Insgesamt nahmen 42 Spieler teil, die einen Preispool von mehr als 37 Millionen US-Dollar generierten.

## Teilnehmer
Mit Vanessa Selbst nahm eine Frau am Turnier teil. Die 42 Spieler lauteten:
- Max Altergott
- Bobby Baldwin
- Jean-Robert Bellande
- Daniel Cates
- Daniel Colman
- Connor Drinan
- David Einhorn
- Antonio Esfandiari
- Phil Galfond
- Anthony Gregg
- Philipp Gruissem
- Tom Hall
- Isaac Haxton
- Niklas Heinecker
- Phil Ivey
- Gabe Kaplan
- Cary Katz
- Bill Klein
- Igor Kurganow
- Guy Laliberté
- Ronald Lo
- Jason Mercier
- Greg Merson
- John Morgan
- Daniel Negreanu
- Paul Newey
- Bill Perkins
- Doug Polk
- Fabian Quoss
- Vivek Rajkumar
- Brian Rast
- Tobias Reinkemeier
- Andrew Robl
- Rick Salomon
- Noah Schwartz
- Erik Seidel
- Scott Seiver
- Vanessa Selbst
- Talal Shakerchi
- Brandon Steven
- Sam Trickett
- Christoph Vogelsang

## Ergebnisse

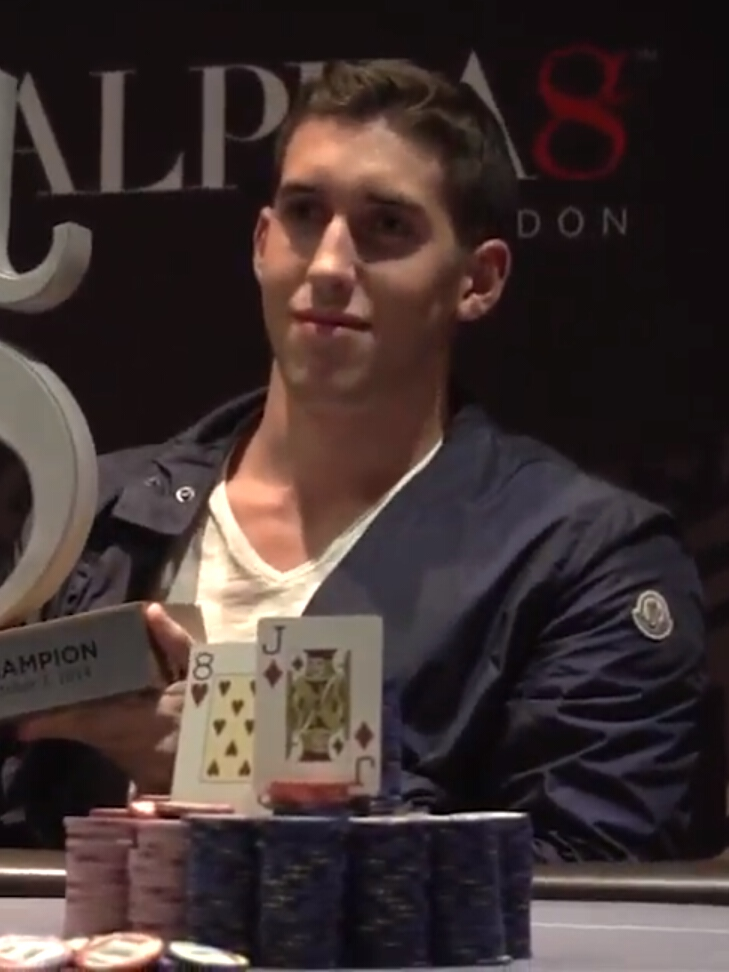
Daniel Colman (2014)

Für die 42 Teilnehmer gab es acht bezahlte Plätze. Da Sieger Daniel Colman nach seinem Erfolg keine Reaktion zeigte und sich nicht über das gewonnene Geld zu freuen schien, gab es viel Kritik von den Medien, auf die er rund einen Monat später auf Twitter mit den Worten „I am actually 100% certain in who I am.“ antwortete.
| Platz | Herkunft               | Spieler             | Preisgeld (in $) |
| ----- | ---------------------- | ------------------- | ---------------- |
| 1     | Vereinigte Staaten     | Daniel Colman       | 15.306.668       |
| 2     | Kanada                 | Daniel Negreanu     | 08.288.001       |
| 3     | Deutschland            | Christoph Vogelsang | 04.480.001       |
| 4     | Vereinigte Staaten     | Rick Salomon        | 02.800.000       |
| 5     | Deutschland            | Tobias Reinkemeier  | 02.053.334       |
| 6     | Vereinigte Staaten     | Scott Seiver        | 01.680.000       |
| 7     | Vereinigtes Konigreich | Paul Newey          | 01.418.667       |
| 8     | Vereinigte Staaten     | Cary Katz           | 01.306.667       |